# ナチブル (ナラ氏)
ナチブル（満洲語：ᠨᠠᠴᡳᠪᡠᠯᡠ, 転写：Nacibulu, 漢文：納齊布祿または納齊卜祿）はナラ氏女真族。金朝ワンヤン氏の子孫とされる。シベ (錫伯) 王の支配下を脱し、自立してフルン･グルン (扈倫国) を樹立した。フルンは後に子孫の代で分裂し、フルン四部 (ハダ、イェヘ、ホイファ、ウラ) 形成の契機となった。
後に末裔の編纂に依る『烏拉哈薩虎貝勒後輩家譜檔册』で「倭羅孫那哈拉大媽發莫勒根巴壓納喇氏納齊布祿」(概訳：倭羅孫氏族の尊く賢き貴人ナラ氏ナチブル) と追謚された。

## 祖先と由来
吉林師範大学の客員教授・趙東昇氏 (ウラナラ氏ブジャンタイ末裔、吉林省長春市九台区出身)の祖先の言い伝えに依ると、ナチブルは金王朝ワンヤン氏の系統で、その一族の始祖はワンヤン･ウジュにあたり、ウジュからナチブルまで七、八世代隔てている。その祖先は政治への失意から金朝初頭に寧江州一帯へ移住したと云われるが、ナチブルより先の人物の家系図は貽されていないという。また別の説では「蒙古苗裔」とも云われる。

『八旗滿洲氏族通譜』巻23「烏喇地方納喇氏」の冒頭には以下の一文がみられる。
蒙古兵衣甲趨上納齊布禄射之矢無虗發兵不能上問其姓隨口應之曰納喇氏遂相傳為納喇氏
甲冑をつけたモンゴル兵がナチブルを追って山を登り、それに対してナチブルは矢を放った。一本として外さないナチブルの矢捌きに懼れ慄いたモンゴル兵が名を尋ねると、ナチブルは「隨口應之」、つまり口から出任せに「ナラ(納喇)氏」と名告った。そしてそれが相伝わり姓氏となった、というのが『八旗滿洲氏族通譜』の説であるが、趙氏はこれに対し、ナチブルが独立後にナラ (納喇) 河の畔に部落をもったことから、地名に肖ってナラ氏を名告ったとする言い伝えが貽っており、且つ女真人には地名を苗字とする習慣がある為、上述のように考えるのが妥当だとしている。ナチブルの曽祖父にあたる人物は移徙した先の地名「倭羅孫」を苗字として名告った。ナラ氏を名告るのはナチブル以降である。

## 略歴

### 『八旗滿洲氏族通譜』の説
ナチブルは、元々ホイファ部とウラ部との境界を流れるキルサ（啓爾撤）河の源流域に独居していた。メルゲンという尊称を伝え聞いてフミヤラク（虎密雅拉庫）河より訪問する者があり、ナチブルはデイェク（deyeku、徳業庫）と呼んで弟のように接した。
幾許もなくデイェクは去ったが、メルゲンことナチブルの名声は遠くモンゴルのハンの耳に入り、ハンはナチブルに娘を降嫁させ、領民と家畜を与えて帰属させようと兵100を派遣した。ナチブルは父母を同伴したいと云ってモンゴル兵を欺き、嶺に登ったきり降りてこなくなった。モンゴル兵が鎧兜を装着して山を登っていくと、ナチブルはモンゴル兵に対して矢を放った。ナチブルの巧みな矢捌きに怖れをなしたモンゴル兵が名を問うと、ナチブルは口から出任せに「ナラ･ハラ (納喇氏)」と答えた。これが相伝され、ナラ氏と呼ばれるようになった。
モンゴル兵はウラ河河畔に一旦退却したが、ウラの人々が訝しそうに眺める方向を視ると、上流から羽毛が流れてきた。20人を派遣して偵察に向わせたところ、狩猟で得た獲物の皮革や肉、羽毛などをナチブルから与えられて戻ってきた。その話を聞いたウラの人々はナチブルを迎え入れてウラ部主に推戴した。
ナチブルは一女を娶り、一子ドルホチを儲けたが、その後旧居に戻り、その後のことは知られていない。子のドルホチ、孫ギヤマカ、曾孫ドゥルギ、玄孫グデイ･ジュヤン、来孫タイラン、昆孫ブヤンと代々ウラ部主の地位は承継され、ブヤンの代でウラ諸部を悉く支配下に収めると、ウラ河岸のフンニ地方に築城し、ベイレを称した。ブヤンの死後は、子のブガン、孫マンタイ、孫ブジャンタイ (マンタイの弟) が代々その地位を承継した。……

### 後世の研究

#### 前史
趙東昇著『扈伦研究』に拠ると、ナチブルの先祖は金王朝太祖ワンヤン･アグダの四子のウジュである。アグダの孫のテクナイが政変を起して第三代皇帝ホラを殺害し、集権化を図って皇族中有力者の「粛清」を始めると、矢面に立たされたウジュは親の世話を理由に一族を寧江州に移住させ、同地で部落を形成して代々定住した。
寧江州が水害で住めなくなり、一族は西南に移住した。河沿いに築成した土城は、「河沿い (ウラ)」の「要塞 (フンニ)」に因んでウラ･フンニ･ホトン (烏拉洪尼勒城)と呼ばれた (現吉林省扶余市東石頭城子)。子孫が栄え各地に散らばり始めると、元代には平民に身を落とす者、部落の酋長になる者などが現れたが、一族領民の大多数は依然としてウラ･フンニ･ホトンで暮らした。その内の一派が王を自称し、本家を統轄し始め、戦争を経て盛衰を繰り返すと、元末には既に部族の体を成さなくなっていた。そんな中、ナチブルの父祖は祖父の代にシベ (錫伯) 部に身を寄せ、姻戚関係を結んだ。

#### 本史
元至正27 (1367) 年丁未、シベ王女との間にナチブルが生れる。
明洪武16 (1383) 年、シベ王の信頼を得たナチブルがシベ王女を降嫁される。後、シベ王女との間に子のドルホチと一女 (名未詳)を儲ける。信用を得たことで兵権を掌握し、徐々に自らの勢力を増強していった。
洪武 28 (1395) 年乙亥、ナチブルがシベ王の支配下から脱却。軍を率いてスンガリー･ウラ (松花江) とホイファ･ビラ (輝発河) の合流点、金沙河 (啓爾撒河？) 一帯に部落的国家「固倫」を樹立し、「吉外郎」を首都として、10年ほどでホイファ、定国軍、牛頭山、東京城一帯などを支配した。恐らくこの頃にモンゴルの大ハーンから娘の降嫁を持ちかけられ、拒否している。
永楽3 (1405) 年乙酉、ナチブルの居城・吉外郎城にシベ軍が侵攻。喜百とデイェク（徳業庫）の２人の援護の下、兵20を率いて突破したが、嶺まで追撃され、巧みな矢捌きで撃退、そのまま一族の原籍であるウラ･フンニ･ホトンに逃げ果おせ、地方政権国家、フルン･グルンを樹立した。明朝は承認を与えず、かと言って直接的干渉もしなかったが、フルンが周囲の諸部族を征服し、且つ聯合したことで、結果として明朝北方辺境地の衛戍の役割を果たした。
永楽9 (1411) 年、フルン属下の一部落の兵が建州左衛と揉め事を起す。
宣徳1 (1426) 年丙午、ナチブルがフルン国主の地位を子のドルホチに譲り、ホイファ･ビラに隠遁。ドルホチは国を大いに興隆させ、ナチブルを呼び戻して復位させようとホイファ･ビラに向ったが、ナチブルは60歳で生涯を閉じていた。
その後、フルンはタイランの代に、モンゴルのトクトア･ブハ･ハーンが海西女真を征討したことで瓦解し、下ってナチブルの昆孫・萬 (王台) がハダ･グルン (哈達国) を、ブヤンがウラ･グルン (烏拉国) をそれぞれ樹立した。

## フルン系図
子・シャンギヤン･ドルホチ：ナチブルの子。第二代フルン国主。
- 孫・撮托：ドルホチの長子。白頭山 (長白山) に自らの部落をもち、長白督部額真[22]を称した。[23]
- 孫・ギヤマカ･ショジュグ[24]：ドルホチの次子。[23]第三代フルン国主。明朝兀者前衛都督。
  - 曾孫・ドゥルギ：ギヤマカの長子。第四代フルン国主。明朝兀者前衛都督。
    - 玄孫・グデイ･ジュヤン：ドゥルギの三子。第五代フルン国主。
      - 来孫・タイラン[25]：グドゥイ･ジュヤンの次子。第六代 (末代) フルン国主。
        - 昆孫・ブヤン：タイランの子。初代ウラ国主。ウラナラ氏始祖。

  - 曾孫・扎拉希[26]：ギヤマカの次子。
  - 曾孫・速黒忒：ギヤマカの三子。明朝塔山前衛都督。[23]
  - 曾孫・スイトゥン[27]：ギヤマカの四子。都督。[23]
    - 玄孫・ケシネ：スイトゥンの子 (一説に孫)。塔山前衛左都督。
      - 来孫・チェチェム：ケシネの長子。
        - 昆孫・ワン：チェチェムの子。初代ハダ国主。ハダナラ氏始祖。[28][23]